# As the Shadows Rise
Albums de Emperor
Emperor
(1993) In the Nightside Eclipse
(1994)
As the Shadows Rise est un EP du groupe de black metal symphonique norvégien Emperor. L'album est sorti en 1994 sous le label Nocturnal Art productions.
Les titres de l'EP figureront plus tard sur le split avec les groupes Immortal, Dimmu Borgir, Ancient et Arcturus intitulé True Kings of Norway.
La pochette de l'album a été inspirée par une œuvre de l'artiste Gustave Doré.

## Musiciens
- Ihsahn – chant, guitare, claviers
- Samoth – guitare
- Mortiis – basse
- Faust – batterie

## Liste des titres
1. The Ancient Queen – 3:25
2. Lord of the Storms – 1:46
3. Witches Sabbath – 5:23